# Resolutie 655 Veiligheidsraad Verenigde Naties
Resolutie 655 van de Veiligheidsraad van de Verenigde Naties werd op 31 mei 1990 unaniem aangenomen. De resolutie verlengde de UNDOF-waarnemingsmacht in de Golanhoogten met een half jaar.

## Achtergrond
Na de Jom Kipoeroorlog kwamen Syrië en Israël overeen de wapens neer te leggen. Een waarnemingsmacht van de Verenigde Naties moest op de uitvoering van de twee gesloten akkoorden toezien. Tijdens de oorlog bezette Israël de Golanhoogten, die het in 1981 annexeerde.

## Inhoud
De Veiligheidsraad:
- heeft beraad over het rapport van secretaris-generaal Javier Pérez de Cuéllar over de VN-waarnemingsmacht;
- beslist:
a. de partijen op te roepen onmiddellijk resolutie 338 uit 1973 uit te voeren;
b. het mandaat van de macht met een periode van zes maanden te verlengen, tot 30 november 1990;
c. de secretaris-generaal te vragen tegen die tijd te rapporteren over de ontwikkelingen en de genomen maatregelen om resolutie 338 uit te voeren.

## Verwante resoluties
- Resolutie 645 Veiligheidsraad Verenigde Naties (1989)
- Resolutie 648 Veiligheidsraad Verenigde Naties
- Resolutie 659 Veiligheidsraad Verenigde Naties
- Resolutie 672 Veiligheidsraad Verenigde Naties

Lijst ·  647 ·  648 ·  649 ·  650 ·  651 ·  652 ·  653 ·  654 ·  655 ·  656 ·  657 ·  658 ·  659 ·  660 ·  661 ·  662 ·  663 ·  664 ·  665 ·  666 ·  667 ·  668 ·  669 ·  670 ·  671 ·  672 ·  673 ·  674 ·  675 ·  676 ·  677 ·  678 ·  679 ·  680 ·  681 ·  682 ·  683